# 霍霍利夫卡 (梅利托波爾區)
46°59′14″N 34°38′25″E / 46.98722°N 34.64028°E
霍霍利夫卡是位於烏克蘭東南部的村莊，由扎波羅熱州梅利托波爾區的契卡洛韦市镇負責管轄。該村始建於1959年，面積1.2平方公里，海拔高度72米，2001年人口469，人口密度每平方公里390.8人。